# Градижский поселковый совет
Градижский поселковый совет (укр. Градизька селищна рада) — входит в состав
Глобинского района
Полтавской области
Украины.
Административный центр поселкового совета находится в 
пгт Градижск.

## История
- 1918 — дата образования.

## Населённые пункты совета
- пгт Градижск
- с. Анновка
- с. Котляревское
- с. Лозки
- с. Средиполье